# 内原茂樹

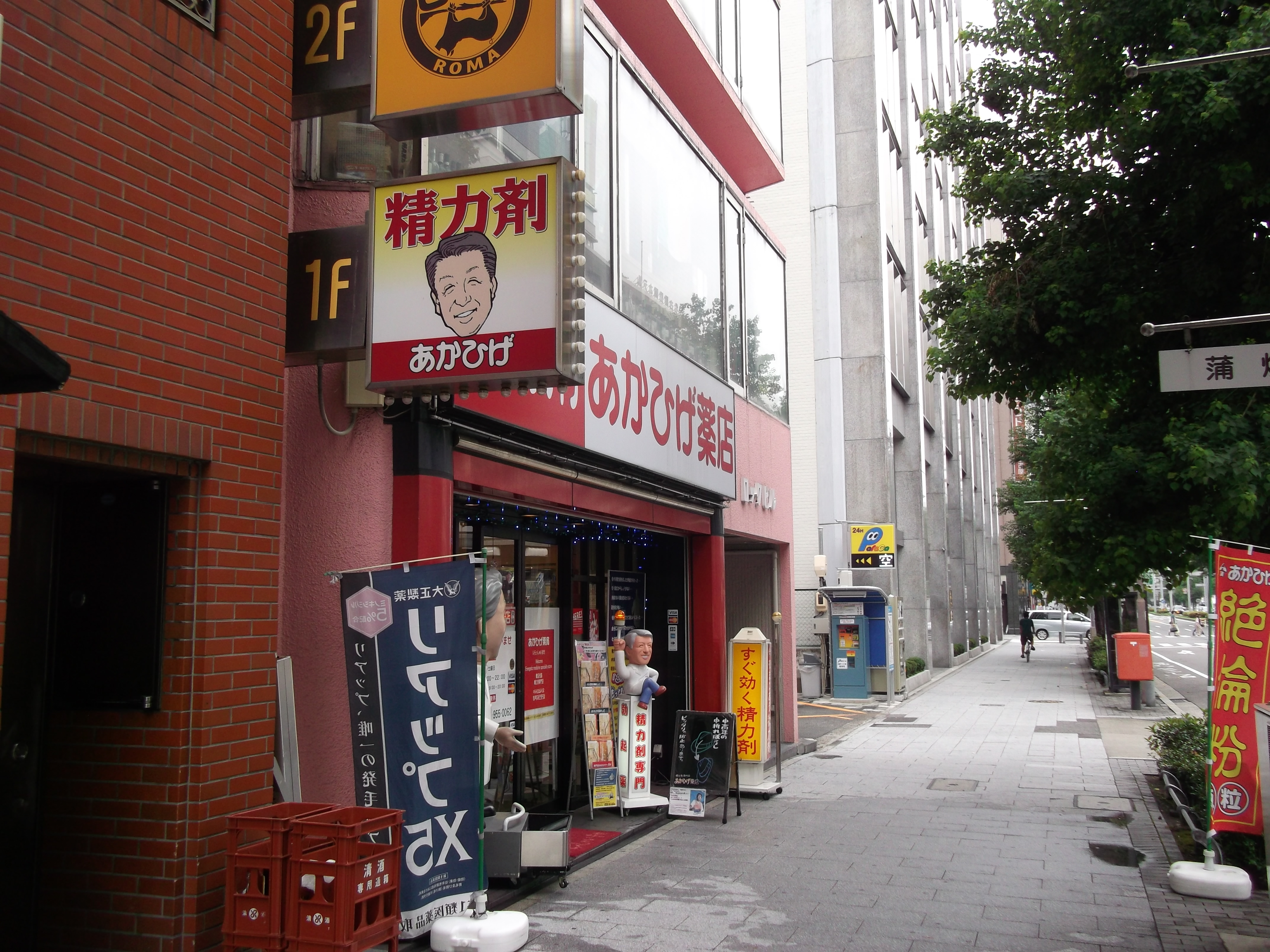
あかひげ薬店栄店（現在は閉店中）

内原 茂樹（うちはら しげき 1950年6月26日- ）は和歌山県出身の実業家、精力剤研究家。あかひげ薬局を経営する株式会社ワン・ツーの創業者で代表者。

## 経歴
1950年6月26日に和歌山県で生まれ、芳香園製薬へ入社して各地の支店長を歴任して独立する。1987年に愛知県名古屋市で精力剤の専門店、あかひげ薬局を開業した。
2024年時点で精力剤専門あかひげ薬局は北海道から九州まで11店舗を展開している。通称：あかひげ先生。

## メディア出演
- 艶々ナイト（テレビ埼玉）
- パンドラ御殿（テレビ埼玉）
- 女又力くん（テレビ埼玉、2005年-2008年）
- ビ〜チ9（テレビ埼玉、2009年- ）
- 今夜もハッスル（サンテレビ、2008年-2009年）
- 夜は美女バナ（サンテレビ、2010年）
- おとなの子守唄（サンテレビ、2010年- ）視聴者の悩みを解決するコーナー「あかひげ放送局」を担当している[4]。
- あかひげ先生!ズバリ解決（東海ラジオ放送）
- ケンコバのバコバコテレビ（サンテレビ、2013年-）
- 北野誠のズバリ（CBCラジオ）木曜日の「性の悩みにズバリ」コーナー担当
- 牧やすまさ 路地裏のスピリッツ（STVラジオ）

## 著書
- 『男と女の最新「精力剤」百科　豊かな人生は豊かなセックス・ライフから』（1992年3月、現代書林）ISBN 4-87620-545-0
- 『効く!精力剤・媚薬』（1994年1月、現代書林）ISBN 4-87620-710-0
- 『中高年のための気持ちいいセックス』（1997年10月、現代書林）ISBN 4-87620-788-7
- 『誰にも聞けなかった精力剤完全ガイド』（2001年3月、現代書林）ISBN 4-7745-0269-3

## あかひげ薬局歴代イメージガール
あかひげ薬局の新聞広告を知っていた沢地優佳は、内原に挨拶した際に広告モデルとして使ってくださいと直談判。その場で広告起用が決まった。以降、新聞や雑誌広告等で女性グラビアアイドルを起用。数年置きにオーディション形式で選出している。
- 沢地優佳　2002 - 2006年
- 伊東りな（現・いとうりな）　2007 - 2008年
- 川村りか　2009 - 2010年
- 山中絢子　2011 - 2012年
- さくら悠（現・内山まい）2012 - 2013年
- 紺野ミク　2013 - 2014年
- 大蔵愛　2014 - 2016年
- 松本ゆん　2016 - 2018年
- 山本有紗　2018年 - 現在